# Yaroslav Horak
Yaroslav Horak (Harbin, 12 giugno 1927 – Sydney, 24 novembre 2020) è stato un fumettista australiano.
Era noto per le sue strisce a fumetti della serie James Bond.

## Biografia
Disegnò le strisce a fumetti di "James Bond" dal 1966 al 1977 per il Daily Express, poi dal 1977 al 1979 e dal 1983 al 1984 per il Sunday Express e il Daily Star.
Horak creò inoltre le serie Jet Fury e The Mask, e lavorò ad altre strisce a fumetti quali Andrea, Mike Steele, Captain Fortune, Cop Shop e Sergeant Pat of the Radio Patrol.

## James Bond
- The Man with the Golden Gun (10 gennaio 1966 - 9 settembre 1966)
- The Living Daylights (12 settembre 1966 - 12 novembre 1966)
- Octopussy - Operazione piovra (14 novembre 1966 - 27 maggio 1967)
- The Hildebrand Rarity (29 maggio 1967 - 16 dicembre 1967)
- The Spy Who Loved Me (18 dicembre 1967 - 3 ottobre 1968)
- The Harpies (10 ottobre 1968 - 23 giugno 1969)
- River Of Death (24 giugno 1969 - 29 novembre 1969)
- Colonel Sun (1º dicembre 1969 - 28 agosto 1970)
- The Golden Ghost (21 agosto 1970 - 16 gennaio 1971)
- Fear Face (18 gennaio 1971 - 20 aprile 1971)
- Double Jeopardy (21 aprile 1971 - 28 agosto 1971)
- Starfire (30 agosto 1971- 24 dicembre 1971)
- Trouble Spot (28 dicembre 1971 - 10 giugno 1972)
- Isle Of Condors (12 giugno 1972 - 21 ottobre 1972)
- The League Of Vampires (25 ottobre 1972 - 28 febbraio 1973)
- Die With My Boots On (1º marzo 1973 - 18 giugno 1973)
- The Girl Machine (19 giugno 1973 - 3 dicembre 1973)
- Beware Of Butterflies (4 dicembre 1973 - 11 maggio 1973)
- The Nevsky Nude (13 maggio 1974 - 21 settembre 1974)
- The Phoenix Project (23 settembre 1974 - 18 febbraio 1975)
- The Black Ruby Caper (19 febbraio 1975 - 15 luglio 1975)
- Till Death Do Us Apart (7 luglio 1975 - 14 ottobre 1975)
- The Torch-Time Affair (15 ottobre 1975 - 15 gennaio 1976)
- Hot-Shot (16 gennaio 1976 - 1º giugno 1976)
- Nightbird (2 giugno 1976 - 4 novembre 1976)
- Ape Of Diamonds (5 novembre 1976 - 22 gennaio 1977)
- When The Wizard Awakes (30 gennaio 1977 - 22 maggio 1977)
- Sea Dragon (1977)
- Death Wing (1977-1978)
- The Xanadu Connection (1978)
- Shark Bait (1978-1979)
- Snake Goddess (1983-1984)
- Double Eagle (1984)